# Matra MS84
Matra MS84 – samochód Formuły 1, skonstruowany przez Gérarda Ducarouge'a i Bernarda Boyera dla zespołu Matra na sezon 1969.

## Konstrukcja
Model MS84 był oparty na modelu Matra MS80. Był to eksperymentalny samochód z napędem na cztery koła według badań Ferguson Research, co nie było w Formule 1 zjawiskiem często spotykanym. Faktem jest jednak, że poza Matrą w roku 1969 skonstruowano jeszcze trzy samochody AWD: Lotusa 63, McLarena M9A oraz pozostającego jedynie w fazie testowania Coswortha 4WD. Z wyglądu MS84 był niemal identyczny, co MS80; wyjątkiem był wał napędowy. Silnik był zamontowany tyłem do przodu ze skrzynią biegów i umieszczony bezpośrednio za kierowcą. Nowe komponenty wymagane do zainstalowania w samochodzie napędu na cztery koła powodowały, że samochód był o 10% cięższy niż samochód siostrzany, ale z napędem na dwa koła, MS80 ważył bowiem 595 kg, a MS84 – 655 kg. Samochód jako ostatni w historii Formuły 1, wraz z Brabhamem BT26A, zamiast monocoque'u stosował kratownicę przestrzenną.

## MS84 w wyścigach
Samochód nie był konstrukcją udaną i wystartował zaledwie w czterech wyścigach. Jackie Stewart po przetestowaniu modelu szybko wrócił do MS80. Napęd na cztery koła nie dawał znaczącej przewagi, a wraz ze zwiększoną masą powodował, że samochód prowadził się bardzo źle. W wyścigu po raz pierwszy Matra MS84 pojawiła się podczas Grand Prix Wielkiej Brytanii, gdzie Jean-Pierre Beltoise zajął dziewiąte miejsce, tracąc do zwycięzcy (Jackiego Stewarta na Matrze MS80) sześć okrążeń. Po Grand Prix Kanady Johnny Servoz-Gavin (szóste miejsce, z sześcioma okrążeniami straty do zwycięzcy) powiedział, że samochód jest "nie do jazdy". W Grand Prix Stanów Zjednoczonych Servoz-Gavin nie został sklasyfikowany, ponieważ stracił do zwycięzcy 16 okrążeń. Ostatnim wyścigiem Matry MS84 było Grand Prix Meksyku, gdzie Servoz-Gavin był ósmy z dwoma okrążeniami straty do zwycięzcy. W pozostałych wyścigach sezonu 1969 Matra MS84 była jedynie samochodem rezerwowym.

## Wyniki
| Legenda oznaczeń w tabelach wyników Wyświetl szablon na nowej stronie | Legenda oznaczeń w tabelach wyników Wyświetl szablon na nowej stronie                                                                     |
| Oznaczenie                                                            | Wyjaśnienie |
| --------------------------------------------------------------------- | --- |
| Złoty                                                                 | Zwycięzca lub mistrzostwo |
| Srebrny                                                               | 2. miejsce lub wicemistrzostwo |
| Brązowy                                                               | 3. miejsce lub II wicemistrzostwo |
| Zielony                                                               | Ukończył, punktował (w klasyfikacji generalnej, gdy zdobył co najmniej jeden punkt na przestrzeni sezonu, poza trzema powyższymi opcjami) |
| Niebieski                                                             | Ukończył, nie punktował (w klasyfikacji generalnej, gdy nie zdobył co najmniej jednego punktu na przestrzeni sezonu)                      |
| Czerwony                                                              | Nie zakwalifikował się (NZ) |
| Czerwony                                                              | Nie prekwalifikował się (NPK) |
| Różowy                                                                | Nie ukończył (NU) |
| Różowy                                                                | Niesklasyfikowany (NS) (w klasyfikacji generalnej, gdy nie został sklasyfikowany w żadnym wyścigu sezonu)                                 |
| Czarny                                                                | Zdyskwalifikowany (DK) |
| Czarny                                                                | Wykluczony (WYK/EX) |
| Biały                                                                 | Nie wystartował (NW) |
| Biały                                                                 | Kontuzjowany (K/INJ) |
| Biały                                                                 | Wyścig odwołany (OD/C) |
| Bez koloru                                                            | Został wycofany (WYC/WD) |
| Bez koloru                                                            | Nie przybył (NP/DNA) |
| Bez koloru                                                            | Nie brał udziału w treningach (NT/DNP) |
| Bez koloru                                                            | Nie został zgłoszony (–) |
| Pogrubienie                                                           | Start z pole position |
| Kursywa                                                               | Najszybsze okrążenie wyścigu |
| †                                                                     | Nie ukończył, ale jego rezultat został zaliczony ze względu na przejechanie więcej niż 90% dystansu wyścigu.                              |
| *                                                                     | Sezon w trakcie |
| 1/2/3                                                                 | Punktowana pozycja w sprincie kwalifikacyjnym                                                                                             |
| Lista systemów punktacji Formuły 1                                    | |

| Sezon | Zespół | Silnik  | Opony | Kierowcy             | 1   | 2   | 3   | 4   | 5   | 6   | 7   | 8   | 9   | 10  | 11  | Pkt. | Msc. |
| ----- | ------ | ------- | ----- | -------------------- | --- | --- | --- | --- | --- | --- | --- | --- | --- | --- | --- | ---- | ---- |
| 1969  | Matra  | Ford V8 | D     |                      | ZAF | ESP | MCO | NLD | FRA | GBR | DEU | ITA | CND | USA | MEX | 66   | 1    |
| 1969  | Matra  | Ford V8 | D     | Jean-Pierre Beltoise |     |     |     |     |     | 9   |     |     |     |     |     | 66   | 1    |
| 1969  | Matra  | Ford V8 | D     | Johnny Servoz-Gavin  |     |     |     |     |     |     |     |     | 6   | NS  | 8   | 66   | 1    |

Matra MS84 nie zdobyła ani punktu. Mimo finiszowania na punktowanym miejscu w Grand Prix Kanady, wyższe miejsce wśród kierowców Matry zajął Jean-Pierre Beltoise (4), a w myśl ówczesnego regulaminu do punktacji konstruktorów zaliczał się jedynie najlepszy wynik z każdego wyścigu.